# Billy Bletcher
William "Billy" Bletcher (Lancaster, 24 de septiembre de 1894 - Los Ángeles, 5 de enero de 1979) fue un actor, comediante y actor de voz estadounidense. 

## Biografía
Apareció en películas y luego en televisión entre los años 1910 y 70. Trabajó para el director y productor Mack Sennett en Keystone Studios y posteriormente se unió a Hal Roach Studios. Allí apareció en varios trabajos de la serie Our Gang, donde interpretó al padre de Spanky.
Como director, hizo dos largometrajes del género western, The Silent Guardian y The Wild Girl, ambos estrenados en 1925.
Fue además un prolífico actor de voz. A pesar de su baja estatura, 5′ 2″ (1,57 m), su voz era grave y profunda. Hizo las voces para varios personajes de Disney, como Pete, el enemigo de Mickey Mouse, y el lobo feroz del cortometraje Los tres cerditos (1933). También trabajó para los estudios MGM (Spike el Bulldog de Tom y Jerry) y Warner Bros. (varios personajes, incluido Papá Oso de Los tres osos creado por Chuck Jones luego que Mel Blanc hiciera la voz en el primer dibujo animado). Apareció junto a Blanc en Little Red Riding Rabbit, donde hizo el papel de un lobo.
También contribuyó con su voz a trabajos de imagen real, haciendo el doblaje de otros actores, como el alcalde munchkin en El mago de Oz (1939).